# Давраз
Гора Давраз (тур. Davraz Dağı) — це гора і зимовий спортивний та гірськолижний курорт у Таврійських горах в провінції Испарта на півдні Туреччини. Найближчі міста — Испарта та округи Еїрдіру, приблизно на відстані 25 км від гірськолижного курорту Давраз, відкритого у 2006 році (тур. Isparta Davraz Kayak Merkezi). Від Анталії — 140 км.
Найвища вершина (Büyük Davraz) курорту — 2 637 м з найбільшою висотою катання на лижах — 2 250 м. Гірськолижний курорт Дараз знаходиться між трьома озерами Гьолчюк, Ковада та Еирдир та складається з чорних, червоних, синіх та жовтих трас, що підходить для лижників та сноубордистів усіх рівнів. Доступ до схилів здійснюється через бугельні та крісельні підйомники.
Курорт був заявлений як претендент на проведення Зимової Олімпіади 2014 року.
Курорт відкривається щороку 1 грудня, проте зазвичай сезон катання розпочинається на початку січня.
Давраз обслуговується одним головним готелем, гірськолижним та оздоровчим готелем «Sirene Davras Ski and Wellness Hotel». Готель розташований на висоті 1650 м.

## Галерея

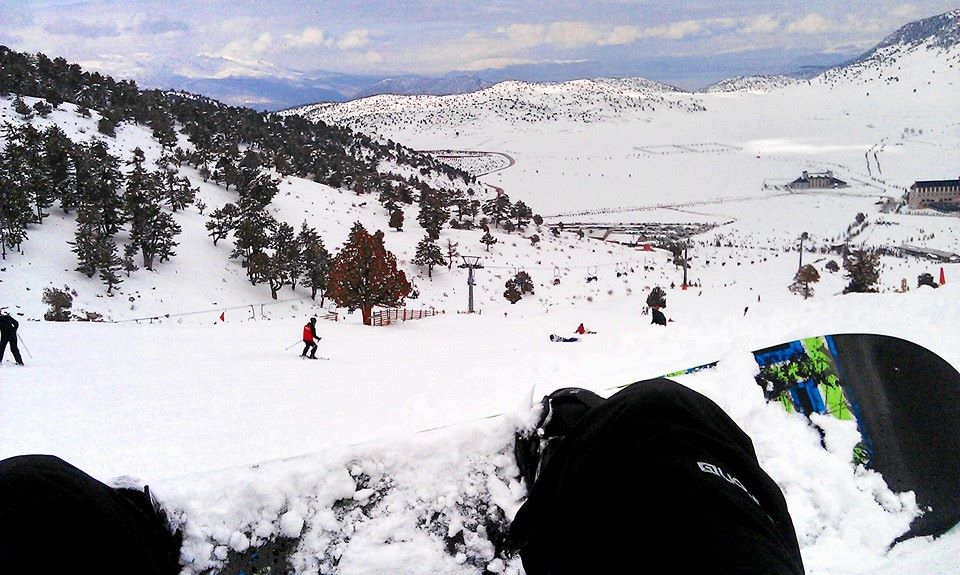
Сноубордист на горі Давраз
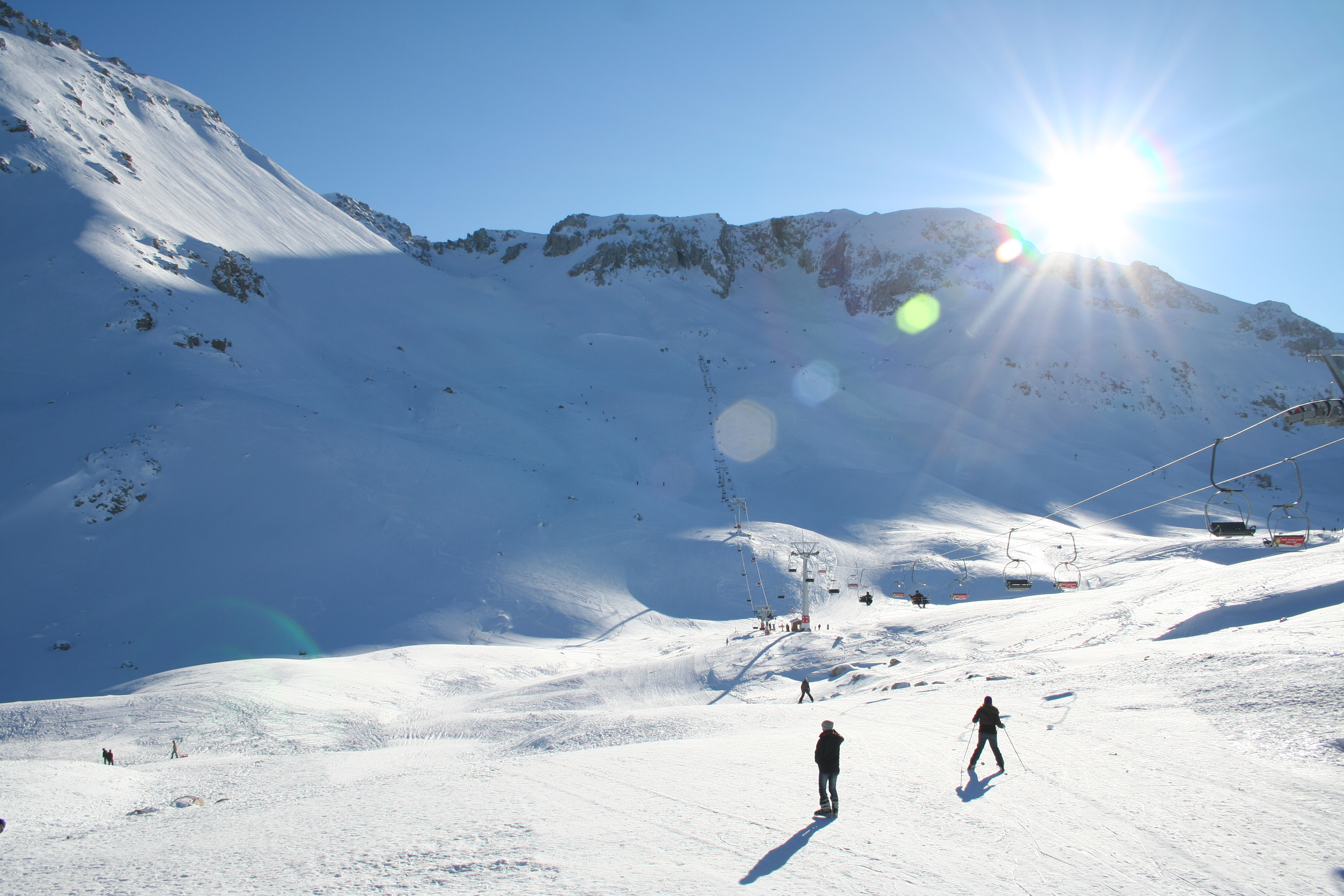
Гора Давраз
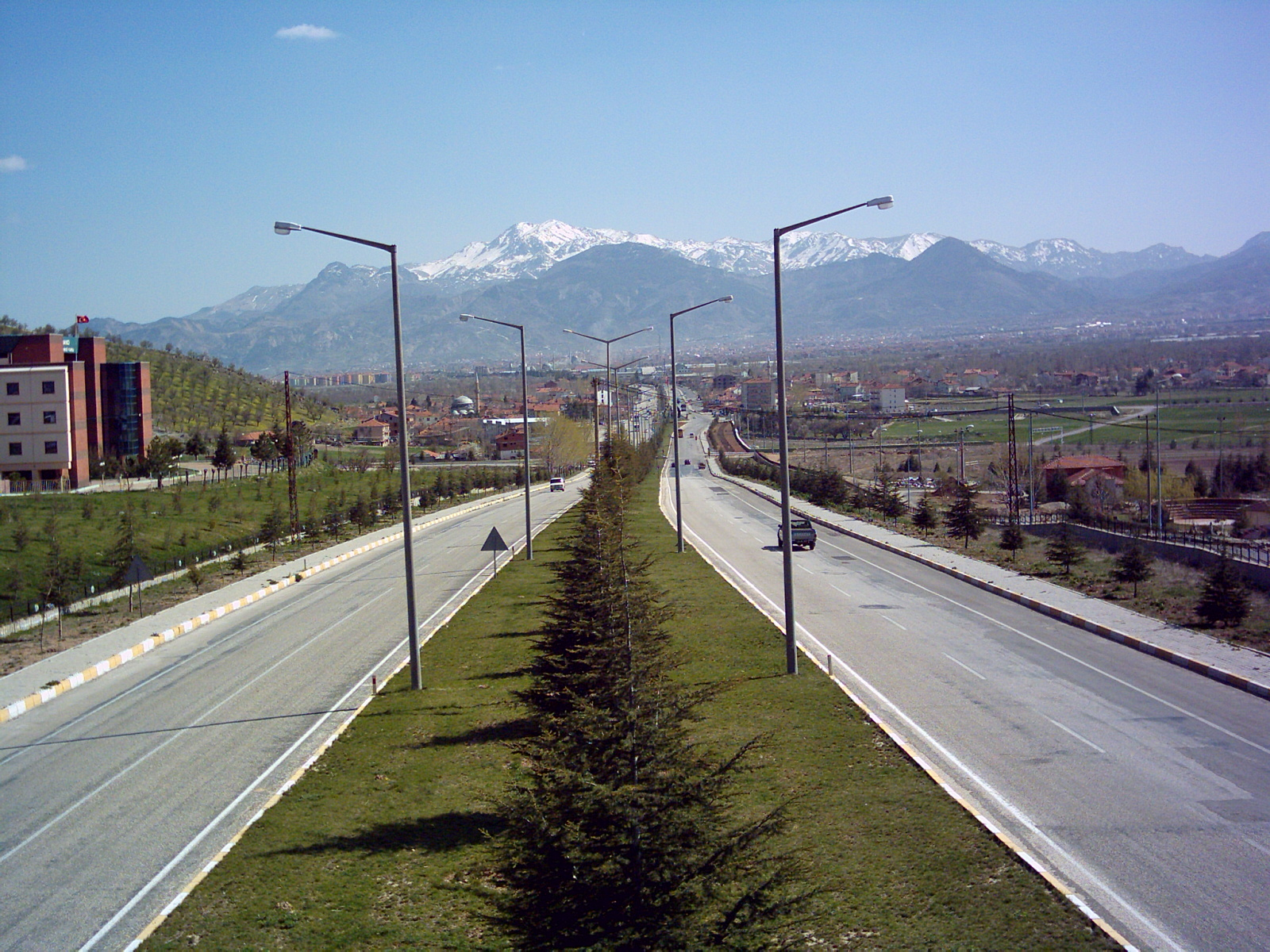
Вид на гору Давраз з міста Испарта